# 里拉七湖
里拉七湖（保加利亞語： / Sedemte rilski ezera），为保加利亚西部一旅游地，为里拉山脉北侧七个湖泊，南侧为里拉修道院。里拉七湖位置在于2100-2600米的高度之间，有缆车于山下相连。节假日吸引大量游客。
| 顺序 | 名字           | 高度  |
| ---- | -------------- | ----- |
| 一湖 | 低湖           | 2095m |
| 二湖 | 鱼湖           | 2184m |
| 三湖 | 三叶湖         | 2216m |
| 四湖 | 双子湖         | 2243m |
| 五湖 | 肾湖（腰子湖） | 2282m |
| 六湖 | 眼湖（眸子湖） | 2440m |
| 七湖 | 泪湖（泪珠湖） | 2535m |

从高到低分别名叫“眼泪”(Сълзата / The Tear, 2535m)、“眼睛”(Окото / The Eye, 2440m)、“肾”(Бъбрека / The Kidney, 2282m)、“双胞胎之一”(Близнака / The Twin, 2243m)、“三叶”(Трилистника / The Trefoil, 2216m)、“鱼湖”(Рибното езеро / Fish Lake, 2184m)和“下湖”(Долното езеро / The Lower Lake, 2095m)。